# Robert Krasker
Robert Krasker (21. srpna 1913 – 16. srpna 1981) byl australský kameraman s titulem BSC, během své kariéry se podílel na tvorbě více než 60 filmů.

## Začátek kariéry
Krasker se narodil v Alexandrii v Egyptě během rodinné cesty, nicméně jeho narození bylo úředně zaznamenáno v Perthu v Západní Austrálii. Po studiích umění v Paříži a fotografie v Drážďanech se v roce 1931 přestěhoval do Anglie. Kariéru zahájil v Les Studios Paramount v Joinville-le-Pont jako překladatel a asistent kamery Philipa Tannury. Následně se připojil k London Films Alexandra Kordy, kde se vypracoval na pozici hlavního kameramana. Mezi jeho první samostatné kameramanské počiny patří filmy Svatý potkává tygra (natáčený 1941, uveden 1943) režiséra Paula L. Steina, Něžný sex (natáčený 1942, uveden 1943) Leslieho Howarda a Lampa stále hoří (natáčený 1943, uvedena 1943) Maurice Elveyho.

## Kameramanský styl
Kraskerův neoexpresionistický kameramanský styl, patrný ve filmech Odd Man Out (1947) a The Third Man (1949), oba režírované Carolem Reedem, čerpal inspiraci z film noir a expresionismu. Jeho přístup ke kinematografii byl však primárně realistický, ovlivněný spíše bauhausem a novou věcností než německým expresionismem.

## Ocenění
Za svou výjimečnou práci na filmu The Third Man získal Krasker prestižního Oscara. Podílel se také na vizuální stránce snímků jako Jindřich V. (1944) pro Laurence Oliviera, Krátké setkání (1945) pro Davida Leana a Jed jiného muže (1951) pro Irvinga Rappera.
Zajímavostí je, že David Lean ho v roce 1945 propustil z natáčení filmu Velká očekávání. Dle některých zdrojů byli Lean i producent Ronald Neame nespokojeni s jeho ztvárněním scén v bažinách, ačkoli se verze událostí liší. Nicméně Kraskerovi je často připisována velmi chválená úvodní scéna tohoto filmu. Mezi Kraskerovy pozdější rozsáhlé projekty patří velkofilmy Alexandr Veliký (1956) režiséra Roberta Rossena, El Cid (1961) a Pád římské říše (1964), oba režírované Anthonym Mannem.

## Návrat do Austrálie
V roce 1951, po zisku Oscara a během profesní přestávky, se Krasker vrátil do Austrálie na dovolenou s úmyslem založit mezinárodní filmové produkční studio v Sydney. Později se také několikrát věnoval psaní o filmech, na kterých pracoval.
Přestože byl Robert Krasker významnou osobností kinematografie, jeho odkaz zůstává v Austrálii relativně málo známý, a to jak za jeho života, tak i po něm. Po jeho smrti v roce 1981 bylo 200 fotografií z jeho osobní sbírky prodáno Britskému filmovému institutu (BFI)
Robert Krasker se stal prvním australským kameramanem, který získal Oscara. Tuto čest po něm zopakoval až Dean Semler v roce 1990 za film Tanec s vlky.